# Wereldkampioenschap superbike van Phillip Island 2004
Het wereldkampioenschap superbike van Phillip Island 2004 was de tweede ronde van het wereldkampioenschap superbike en het wereldkampioenschap Supersport 2004. De races werden verreden op 28 maart 2004 op het Phillip Island Grand Prix Circuit op Phillip Island, Australië.

## Superbike

### Race 1
| Pos | Nr | Rijder               | Constructeur | Rondes | Tijd         | Grid | Punten |
| --- | -- | -------------------- | ------------ | ------ | ------------ | ---- | ------ |
| 1   | 55 | Régis Laconi         | Ducati       | 22     | 35:04.598    | 1    | 25     |
| 2   | 17 | Chris Vermeulen      | Honda        | 22     | +7.145       | 2    | 20     |
| 3   | 52 | James Toseland       | Ducati       | 22     | +7.536       | 6    | 16     |
| 4   | 99 | Steve Martin         | Ducati       | 22     | +7.617       | 3    | 13     |
| 5   | 24 | Garry McCoy          | Ducati       | 22     | +7.808       | 8    | 11     |
| 6   | 6  | Mauro Sanchini       | Kawasaki     | 22     | +27.838      | 16   | 10     |
| 7   | 20 | Marco Borciani       | Ducati       | 22     | +27.924      | 9    | 9      |
| 8   | 41 | Noriyuki Haga        | Ducati       | 22     | +28.240      | 5    | 8      |
| 9   | 7  | Pierfrancesco Chili  | Ducati       | 22     | +36.040      | 10   | 7      |
| 10  | 9  | Chris Walker         | Petronas     | 22     | +36.147      | 12   | 6      |
| 11  | 8  | Ivan Clementi        | Kawasaki     | 22     | +36.263      | 14   | 5      |
| 12  | 69 | Gianluca Nannelli    | Ducati       | 22     | +1:02.542    | 13   | 4      |
| 13  | 4  | Troy Corser          | Petronas     | 22     | +1:09.110    | 7    | 3      |
| 14  | 25 | Alessio Velini       | Yamaha       | 22     | +1:23.898    | 18   | 2      |
| 15  | 12 | Warwick Nowland      | Suzuki       | 21     | +1 ronde     | 19   | 1      |
| 16  | 50 | Miguel Praia         | Ducati       | 21     | +1 ronde     | 20   |        |
| NC  | 5  | Piergiorgio Bontempi | Suzuki       | 6      | +15 ronden   | 17   |        |
| DNF | 16 | Sergio Fuertes       | Suzuki       | 10     | Uitgevallen  | 15   |        |
| DNF | 19 | Lucio Pedercini      | Ducati       | 4      | Ongeluk      | 11   |        |
| DNF | 91 | Leon Haslam          | Ducati       | 0      | Uitgevallen  | 4    |        |
| DNS | 23 | Jiří Mrkývka         | Ducati       | 0      | Niet gestart |      |        |

### Race 2
| Pos | Nr | Rijder               | Constructeur | Rondes | Tijd           | Grid | Punten |
| --- | -- | -------------------- | ------------ | ------ | -------------- | ---- | ------ |
| 1   | 24 | Garry McCoy          | Ducati       | 22     | 35:10.023      | 8    | 25     |
| 2   | 17 | Chris Vermeulen      | Honda        | 22     | +4.951         | 2    | 20     |
| 3   | 7  | Pierfrancesco Chili  | Ducati       | 22     | +6.439         | 10   | 16     |
| 4   | 20 | Marco Borciani       | Ducati       | 22     | +8.829         | 9    | 13     |
| 5   | 4  | Troy Corser          | Petronas     | 22     | +11.824        | 7    | 11     |
| 6   | 41 | Noriyuki Haga        | Ducati       | 22     | +12.223        | 5    | 10     |
| 7   | 6  | Mauro Sanchini       | Kawasaki     | 22     | +19.236        | 16   | 9      |
| 8   | 9  | Chris Walker         | Petronas     | 22     | +19.323        | 12   | 8      |
| 9   | 8  | Ivan Clementi        | Kawasaki     | 22     | +19.478        | 14   | 7      |
| 10  | 91 | Leon Haslam          | Ducati       | 22     | +35.352        | 4    | 6      |
| 11  | 5  | Piergiorgio Bontempi | Suzuki       | 22     | +35.709        | 17   | 5      |
| 12  | 69 | Gianluca Nannelli    | Ducati       | 22     | +36.279        | 13   | 4      |
| 13  | 25 | Alessio Velini       | Yamaha       | 22     | +1:10.305      | 18   | 3      |
| 14  | 12 | Warwick Nowland      | Suzuki       | 22     | +1:10.545      | 19   | 2      |
| DNF | 99 | Steve Martin         | Ducati       | 19     | Uitgevallen    | 3    |        |
| DNF | 55 | Régis Laconi         | Ducati       | 14     | Ongeluk        | 1    |        |
| DNF | 19 | Lucio Pedercini      | Ducati       | 8      | Uitgevallen    | 11   |        |
| DNF | 52 | James Toseland       | Ducati       | 3      | Ongeluk        | 6    |        |
| DNF | 50 | Miguel Praia         | Ducati       | 2      | Schade ongeluk | 20   |        |
| DNF | 16 | Sergio Fuertes       | Suzuki       | 1      | Ongeluk        | 15   |        |
| DNS | 23 | Jiří Mrkývka         | Ducati       | 0      | Niet gestart   |      |        |

## Supersport
| Pos | Nr | Rijder                   | Constructeur | Rondes | Tijd         | Grid | Punten |
| --- | -- | ------------------------ | ------------ | ------ | ------------ | ---- | ------ |
| 1   | 75 | Josh Brookes             | Honda        | 21     | 34:12.301    | 4    | 25     |
| 2   | 11 | Kevin Curtain            | Yamaha       | 21     | +0.025       | 2    | 20     |
| 3   | 4  | Jurgen van den Goorbergh | Yamaha       | 21     | +6.035       | 7    | 16     |
| 4   | 23 | Broc Parkes              | Honda        | 21     | +9.216       | 3    | 13     |
| 5   | 16 | Sébastien Charpentier    | Honda        | 21     | +11.175      | 6    | 11     |
| 6   | 99 | Fabien Foret             | Yamaha       | 21     | +21.288      | 5    | 10     |
| 7   | 8  | Alessio Corradi          | Honda        | 21     | +21.293      | 15   | 9      |
| 8   | 76 | Max Neukirchner          | Honda        | 21     | +21.669      | 11   | 8      |
| 9   | 57 | Lorenzo Lanzi            | Ducati       | 21     | +23.549      | 10   | 7      |
| 10  | 2  | Stéphane Chambon         | Suzuki       | 21     | +24.024      | 13   | 6      |
| 11  | 37 | Katsuaki Fujiwara        | Suzuki       | 21     | +27.449      | 8    | 5      |
| 12  | 31 | Karl Muggeridge          | Honda        | 21     | +37.271      | 1    | 4      |
| 13  | 20 | Vittorio Iannuzzo        | Suzuki       | 21     | +43.863      | 14   | 3      |
| 14  | 22 | Stefano Cruciani         | Kawasaki     | 21     | +46.697      | 16   | 2      |
| 15  | 24 | Matthieu Lagrive         | Suzuki       | 21     | +53.229      | 18   | 1      |
| 16  | 19 | Walter Tortoroglio       | Suzuki       | 21     | +58.729      | 17   |        |
| 17  | 18 | Denis Sacchetti          | Honda        | 21     | +1:05.325    | 21   |        |
| 18  | 70 | Yaniv Peleg              | Honda        | 20     | +1 ronde     | 24   |        |
| DNF | 93 | Christian Kellner        | Yamaha       | 8      | Uitgevallen  | 9    |        |
| DNF | 15 | Matteo Baiocco           | Yamaha       | 7      | Uitgevallen  | 19   |        |
| DNF | 25 | Giovanni Bussei          | Ducati       | 3      | Uitgevallen  | 12   |        |
| DNF | 50 | Steve Brogan             | Honda        | 2      | Uitgevallen  | 20   |        |
| DNF | 77 | Mark Stanley             | Yamaha       | 1      | Uitgevallen  | 23   |        |
| DNS | 74 | Brendan Clarke           | Yamaha       | 0      | Niet gestart |      |        |

## Tussenstanden na wedstrijd

### Superbike
| Pos | Nr | Rijder              | Team   | Punten |
| --- | -- | ------------------- | ------ | ------ |
| 1   | 52 | James Toseland      | Ducati | 61     |
| 2   | 7  | Pierfrancesco Chili | Ducati | 56     |
| 3   | 24 | Garry McCoy         | Ducati | 55     |
| 4   | 17 | Chris Vermeulen     | Honda  | 55     |
| 5   | 41 | Noriyuki Haga       | Ducati | 43     |

### Supersport
| Pos | Nr | Rijder                   | Team   | Punten |
| --- | -- | ------------------------ | ------ | ------ |
| 1   | 4  | Jurgen van den Goorbergh | Yamaha | 41     |
| 2   | 99 | Fabien Foret             | Yamaha | 30     |
| 3   | 11 | Kevin Curtain            | Yamaha | 27     |
| 4   | 75 | Josh Brookes             | Honda  | 25     |
| 5   | 37 | Katsuaki Fujiwara        | Suzuki | 21     |

1990 · 1991 · 1992 · 1994 · 1995 · 1996 · 1997 · 1998 · 1999 · 2000 · 2001 · 2002 · 2003 · 2004 · 2005 · 2006 · 2007 · 2008 · 2009 · 2010 · 2011 · 2012 · 2013 · 2014 · 2015 · 2016 · 2017 · 2018 · 2019 · 2020 · 2022 · 2023 · 2024 · 2025